# Vita kapellet

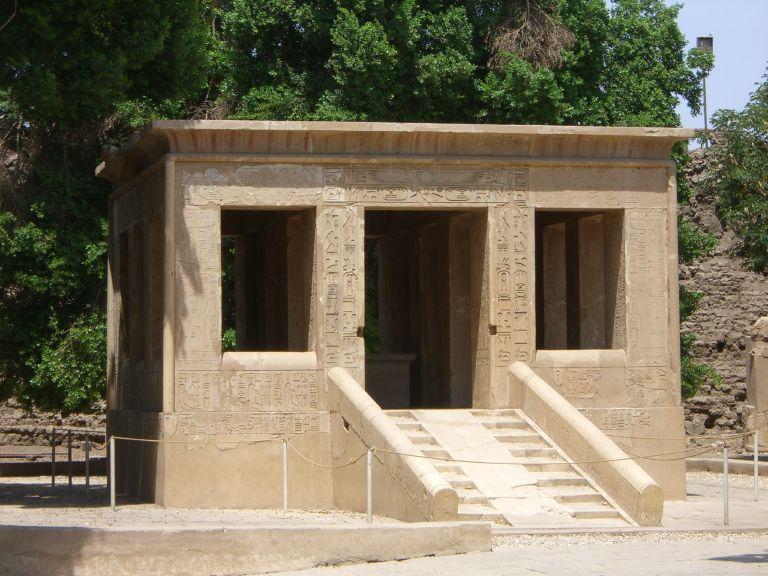
Vita kapellet i Karnak.

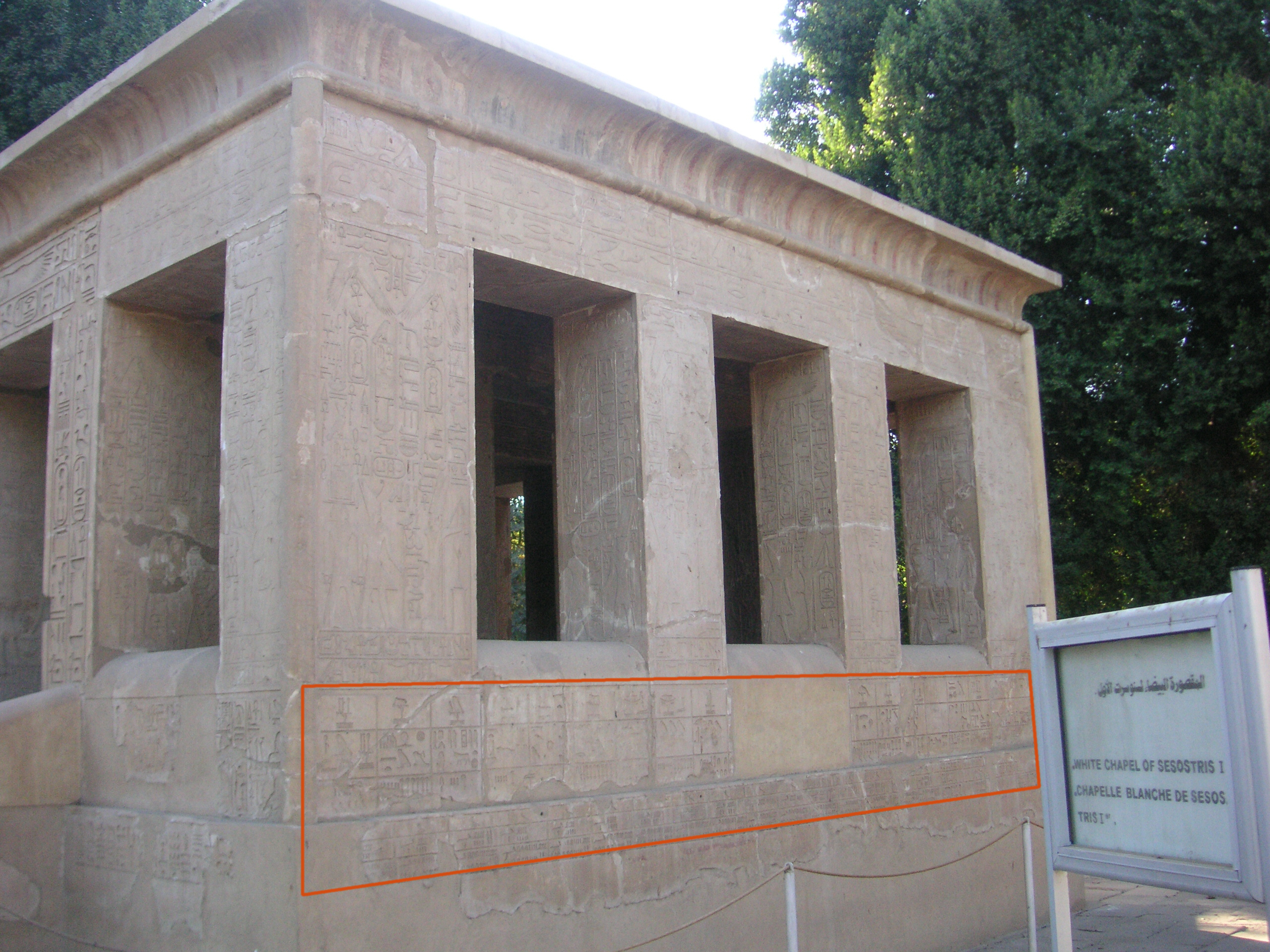
Vita kapellet med listan över nomoi.

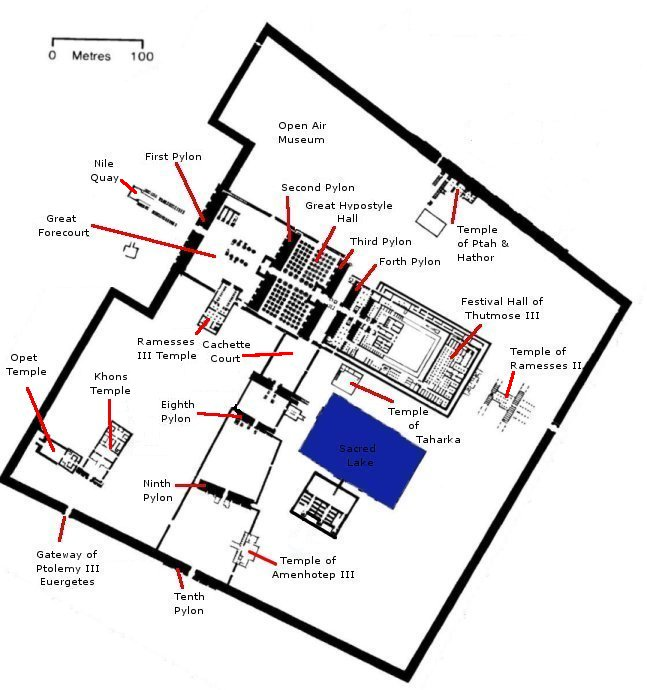
Lägeskarta över Amun-Re-komplexet.

Vita kapellet (även Chapelle blanche) är den äldsta bevarade byggnaden i tempelområdet i Karnak i Egypten. Kapellet byggdes redan kring 1950-talet f. Kr. men nedmonterades kring 1360-talet f. Kr. och återuppbyggdes under 1930-talet. Byggnaden har också den äldsta bevarade förteckningen över Egyptens nomoi (forntida län).

## Byggnaden
Kapellet är en fyrkantig byggnad med en sidolängd om 6,8 x 6,5 meter. Taket bärs av 2,6 meter höga fyrkantiga pelare där 12 står på utsidan och ytterligare 4 pelare står på insidan. Hela kapellet är byggd i alabaster och vilar på en cirka 1,2 meter hög stensockel.
Alla pelare är rikligt smyckade med reliefer av bilder och hieroglyfer, däribland bilder av gudarna Amon, Horus, Min och Ptah. På den norra och den södra väggen finns en lista över alla län (nomoi) i forntida Egypten. Det fanns även färgrester av röd, blått och vitt bevarade.
Bland kapellets inskriptioner finns också en av de första beskrivningarna av det gamla egyptiska avståndsmåttet "Flodenhet" som motsvarar 20 000 cubits (cirka 10,5 km).
Kapellet stod ursprungligen inom "Amun-Re-komplexet" troligen kring tredje till sjunde pylonen.

## Historia
Kapellet byggdes kring 1950-talet f. Kr. under Egyptens tolfte dynasti (Mellersta riket) av Senusret I och användes under religiösa festivaler.
Senare nedmonterades byggnaden kring 1360-talet f. Kr. under Egyptens artonde dynasti (Nya riket) av Amenhotep III då tempelområdet utvidgades och man var i behov av byggnadsmaterial till den tredje pylonen.
1924 inledde Egyptiska Antikvitetsmuseet planeringen av att restaurera den tredje pylonen och uppdraget gick till Henri Chevrier. Under nedmonteringen upptäckte Chevrier 951 olika stenblock som härstammade från 11 olika byggnader. Blocken var i varierande skick men relieferna var mycket välbevarade.
Man samlade försiktigt ihop alla delar och utifrån relieferna kunde man rekonstruera Vita kapellet. Det återuppbyggda kapellet stod klart 1938.
Idag står kapellet på "Karnaks friluftsmuseeum".